# Burlada
Burlada (cooficialmente en euskera: Burlata) es una localidad y un municipio español de la Comunidad Foral de Navarra. Está situado en la merindad de Sangüesa, en la Cuenca de Pamplona, a 3 km de la capital de la comunidad, Pamplona, de cuya área metropolitana forma parte. 
Burlada es el cuarto municipio más poblado de Navarra, cuenta con una población de 21 078 habitantes (INE 2024).

## Toponimia
Según Julio Caro Baroja el nombre de esta localidad proviene de la voz brustulare del Bajo latín «quemar» y su significado etimológico sería por tanto el de Quemada. En un documento del Monasterio de Leyre datado a finales del siglo XI es mencionado como ''Buruslata" y "Bruslata". Otros nombres antiguos que se conservan son "Brusalada", "Bruslada" (siglo XII) y "Burllada" (siglo XV). El nombre evolucionó hasta quedar fijado como «Burlada» en castellano.
En euskera ha sido conocida como Burlata, siendo esta última actualmente la forma normativa, que tiene carácter cooficial. En el dialecto altonavarro meridional, variedad propia de la cuenca de Pamplona, se conocía como Burleta.

## Símbolos
Escudo
Florencio Idoate, director del Archivo Real y General de Navarra, sugirió a Burlada que adoptara su actual escudo.

Trae de azur y el campo sembrado por cinco flores de lis. Bordura de gules con las cadenas de Navarra de oro. Por timbre un yelmo empenachado.

## Geografía
Burlada geográficamente se encuentra en la Cuenca de Pamplona y, en consecuencia, forma parte del área metropolitana de la capital navarra, con la tiene continuidad urbana al otro lado del río Arga.
| Noroeste: Pamplona | Norte: Pamplona (Ezcaba) | Nordeste: Villava       |
| Oeste: Pamplona    |                          | Este: Villava y Huarte  |
| Suroeste: Pamplona | Sur: Pamplona            | Sureste: Valle de Egüés |

Limita al norte con los municipios de Pamplona y Villava, al este con Huarte, al sur con Valle de Egüés y al oeste con Pamplona. 

## Historia
Se tiene constancia de que los Reyes de Navarra pasaban temporadas de asueto en el palacio de que disponían en Burlada. Este palacio, ya derruido, estaba conectado de forma privada con la antigua iglesia románica, también derruida a mediados del siglo XX.
Otro dato que denota la importancia histórica de esta localidad es el puente románico que cruza el río Arga a su paso por el pueblo.

### Actualidad
Hasta 1970 fue un concejo del municipio de Valle de Egüés. El municipio de Burlada se constituyó como tal, tras una sesión celebrada el día 25 de septiembre de 1970, iniciando su actividad con una Comisión Gestora y tras las elecciones celebradas para concejales en 1970, se constituyó el 7 de febrero de 1971 el nuevo ayuntamiento.

## Demografía
Burlada cuenta con una población de 21 078 habitantes (INE 2024).
| Gráfica de evolución demográfica de Burlada entre 1900 y 2017 |
| |
| Población según el Gobierno de Navarra Población de derecho (1900-1991) o población residente (2001) según los censos de población del INE Población según el padrón municipal de 2017 del INE |

| Gráfica de evolución demográfica de Burlada / Burlata entre 1970 y 2021 |
| |
| Población de derecho según los censos de población del INE Población de hecho según los censos de población del INEEn estos censos se denominaba Burlada: 1981 y 1991 Entre el censo de 1970 y el anterior, aparece este municipio porque se segrega del municipio 31086 (Egüés) |

Burlada ocupa el 5.º puesto como municipio de mayor población de Navarra, por detrás de la capital navarra, Tudela, Barañáin y Valle de Egüés.
Pirámide de población
Los datos de la pirámide de población de (2009) se pueden resumir así:
- La población menor de 20 años es el 22,17 % del total.
- La comprendida entre 20-40 años es el 30,44 %.
- La comprendida entre 40-60 años es el 27,49 %.
- La mayor de 60 años es el 19,9 %.

Esta estructura de la población es típica del régimen demográfico moderno, con una evolución hacia el envejecimiento de la población y la disminución de la natalidad anual.

## Administración y política
La administración política de la localidad se realiza a través de un Ayuntamiento de gestión democrática cuyos componentes se eligen cada cuatro años por sufragio universal. El censo electoral está compuesto por todos los residentes empadronados en Burlada mayores de 18 años y nacionales de España y de los otros países miembros de la Unión Europea. Según lo dispuesto en la Ley del Régimen Electoral General, que establece el número de concejales elegibles en función de la población del municipio, la corporación municipal de Burlada está formada por 21 concejales. La sede del consistorio está emplazada en la plaza de la Eras.
Desde la constitución del Ayuntamiento tras la segregación del Valle de Egües, han ocupado la alcaldía:
Alcaldes anteriores a 1979
1. Victoriano Labiano Aguinaga (-1974)
2. Antonio Echarte Uztárroz (1974-1977)
3. Rafael Gurrea Induráin (1977-1979)

| Periodo   | Nombre                        | Partido |
| --------- | ----------------------------- | ------- |
| 1979-1979 | Alejandro Martín Martín       |         |
| 1979-1987 | Rafael Pérez Rivas            |         |
| 1987-1995 | María Pilar Aramburu González |         |
| 1995-2003 | José Luis de Góngora Sertuáin |         |
| 2003-2011 | José Muñoz Arias              |         |
| 2011-2015 | Juan Carlos González Muñoz    |         |
| 2015-2019 | José María Noval Galarraga    |         |
| 2019-2023 | Ana María Góngora Urzaiz      |         |
| 2023-act. | Berta Arizkun González        |         |

En las elecciones municipales de 2015, Cambiando Burlada-Burlata Aldatuz (CB-BA) obtuvo el 26,8 % de los votos y 5 concejales, seguido de EH Bildu  que obtuvo también 5 concejales y el 25,04 %. El resto de formaciones que concurrieron a los comicios y obtuvieron representación: Unión del Pueblo Navarro (UPN) con el 19,61 % y 4 concejales, el Partido Socialista de Navarra (PSN-PSOE) con el 14,5 % y 2 concejales y Izquierda-Ezkerra (I-E) con el 7,75 % y un concejal.
En las elecciones municipales de 2019, Navarra Suma obtuvo el 26,72 % de los votos y 5 concejales, EH Bildu el 21,36 % y 4 concejales, el PSOE el 20,46 % y 4 concejales, Cambiando Burlada el 14,99 % y 2 concejales, Podemos el 6,75 % y 1 concejal y Geroa Bai el 6,25 % y 1 concejal. 
El 15 de junio de 2019 se celebró el pleno de constitución de la corporación resultante de las elecciones de mayo del 2019, siendo electa Ana Mª Góngora, al encabezar la lista más votada y puesto que ningún candidato obtuvo la mayoría necesaria.   
| Partido político | Partido político                         | 2023                              | 2023                              | 2019                  | 2019                  | 2015                              | 2015                              | 2011  | 2011       |
| Partido político | Partido político                         | %                                 | Concejales                        | %                     | Concejales            | %                                 | Concejales                        | %     | Concejales |
|                  | Euskal Herria Bildu (EH Bildu)-Bildu     | 25,75                             | 6                                 | 21,36                 | 4                     | 25,04                             | 5                                 | 19,64 | 4          |
|                  | Unión del Pueblo Navarro (UPN)           | 20,50                             | 5                                 | En Navarra Suma (NA+) | En Navarra Suma (NA+) | 19,61                             | 4                                 | 22,32 | 4          |
|                  | Cambiando Contigo-Zurekin Aldatuz        | 19,77                             | 4                                 | 14,99                 | 2                     | 26,8                              | 5                                 | —     | —          |
|                  | Partido Socialista de Navarra (PSN-PSOE) | 15,59                             | 3                                 | 20,46                 | 4                     | 14,5                              | 2                                 | 20,53 | 4          |
|                  | Partido Popular (PP)                     | 8,38                              | 2                                 | En Navarra Suma (NA+) | En Navarra Suma (NA+) | 4,12                              | 0                                 | 8,41  | 1          |
|                  | Geroa Bai (GBai)-Nafarroa Bai (NaBai)    | 7,92                              | 1                                 | 6,25                  | 1                     | —                                 | —                                 | 17,08 | 3          |
|                  | Podemos                                  | Cambiando Contigo-Zurekin Aldatuz | Cambiando Contigo-Zurekin Aldatuz | 6,75                  | 1                     | Cambiando Contigo-Zurekin Aldatuz | Cambiando Contigo-Zurekin Aldatuz | —     | —          |
|                  | Izquierda Unida (IU)                     | Cambiando Contigo-Zurekin Aldatuz | Cambiando Contigo-Zurekin Aldatuz | 2,59                  | 0                     | 7,75                              | 1                                 | 7,42  | 1          |
|                  | Navarra Suma (NA+)                       | —                                 | —                                 | 26,72                 | 5                     | —                                 | —                                 | —     | —          |

## Servicios

### Transportes
Está directamente comunicada con Pamplona, de la cual dista 3 km, a la que está unida a modo de continuo urbano. 
La carretera N-135 que une Pamplona con Francia a través de Valcarlos atraviesa Burlada por su extremo meridional. La carretera N-121-A (de Pamplona a Francia por Irún) atraviesa Burlada por su parte central.
Transporte urbano
| Eskualdeko Hiri Garraioa/Transporte Urbano Comarcal |                                           |                                                    |
| Inicio                                              | Línea                                     | Fin                                                |
| Barañáin                                            | 4                                         | Atarrabia/Villava - Uharte/Huarte - Arre - Orikain |
| Atarrabia/Villava                                   | 7                                         | Barañáin                                           |
| Burlada                                             | 19                                        | Barañáin                                           |
| Nafarroako Gorteak/Cortes de Navarra                | N5                                        | Uharte/Huarte - Gorraitz                           |
| Taxi Iruñerria                                      |                                           |                                                    |
| Zona                                                | A                                         | A                                                  |
| Estaciones                                          | Eugenio Torres plaza/Plaza Eugenio Torres | Eugenio Torres plaza/Plaza Eugenio Torres          |

## Cultura

### Monumentos civiles
- Puente viejo de Burlada

El puente medieval está compuesto por seis arcos de medio punto. Parece haber sido modificado en diferentes épocas, puesto que originalmente su forma debió de ser más apuntada, con pendientes más fuertes a ambos lados.
Consta de 6 arcos de 9 metros de longitud de vano. 
Es difícil determinar cuando fue construido, ya que es uno de los puentes que más reconstrucciones ha tenido. 
- Palacetes de Burlada

Son varios edificios de principios del siglo XX. Se encuentran en la calle Mayor y el más significativo es el palacio Uranga, que está rodeado de un parque. Hoy en día esta recién reformado y cuenta con diferentes exposiciones de arte, las cuales van cambiando a lo largo del año. Asimismo, podemos encontrar servicio de cafetería tanto interior como exterior que te permite disfrutar de tu consumición mientras disfrutas de las vistas agradables que nos aporta los jardines de este monumental palacete.

### Monumentos religiosos
- Iglesia San Juan (Burlada)

La primitiva iglesia se encontraba ubicada en la actual plaza San Juan, terreno que ocupó la Casa Consistorial hasta el año 2008.
El 24 de junio de 1952, coincidiendo con la festividad de San Juan Bautista, se comenzó la construcción del nuevo Templo. Su inauguración tuvo lugar el domingo 17 de octubre de 1954. El nuevo templo fue un proyecto del arquitecto Javier Yárnoz.
Es un edificio de planta latina y construcción moderna, del que lo más destacable es su mobiliario que procede de diferentes localidades de Navarra. El retablo mayor que preside el templo es de estilo neoclásico y procede de la Catedral de Pamplona, en donde estaba dedicado a San Blas. 
- Parroquia de San Blas

Fue creada el 29 de junio de 1970, dedicada a Santa María Soledad Torres Acosta, religiosa madrileña fundadora de las Siervas de María. La nueva parroquia surge debido al crecimiento de población que experimenta Burlada en aquellos años y el nombre que recibe inicialmente se debe a que ese mismo año, el 25 de enero, fue canonizada por el Papa Pablo VI la fundadora de esta congregación religiosa afincada en Burlada desde el año 1942, fecha en la que se abrió el edificio de su Noviciado el día 2 de julio.

### Fiestas y eventos
1. Fiestas principales: Del 14 al 19 de agosto. El chupinazo de estas fiestas, es decir, el chupinazo que da comienzo a las fiestas se lanza el 14 de agosto a las 12 del mediodía desde el balcón del ayuntamiento. La programación de conciertos, actuaciones y música van cambiando cada año pero hay actividades culturales que permanecen durante todos los años como:
  - La Suelta de vaquillas: Casi todos los días hay una suelta de vaquillas con horarios cambiantes. Pueden ser horarios de tarde, mañana o noche.
  - El Toro de fuego y encierro txiqui: Actividad de ocio para niños y acompañantes, que permite que los niños disfrutan corriendo detrás de un toro de mentira. Todos los días alrededor de las 21,30h y 22,30h, El encierro txiqui es de nueve y media a diez y el de fuego de 10 a 10 y media
  - Los Gigantes y cabezudos: todos los días pasean por las calles de Burlada , gigantes y cabezudos divirtiendo a la población y a los visitantes de estas fiestas.
  - Procesion de la virgen de la asuncion: El día 15 de agosto los danzantes de Larratz salen y preceden a la virgen de la asunción en la procesión, después en la plaza de la iglesia le ofrecen sus bailes propios, el ciclo de Campaneros.
  - Los Calderetes: Aproximadamente el día 17-18 de agosto se celebra el día de calderetes, donde muchos de los ciudadanos de este pueblo nos reunimos en cuadrillas para cocinar y degustar diferentes calderetes ( conejo, patatas, pimiento, etc) ., además se instala desde hace unos años atrás un karaoke que ameniza y divierte a aquellas personas que disfrutan de este día con amigos y familiares.
2. Carnavales: Martingala de Burlada (Burlatako Martingala, nombre original) Los carnavales de Burlada, tradicionalmente celebra el juicio final y la muerte de Lukas de Aierbe ( Aierbeko Lukas) . Un primer día se celebra el juicio de este, y se pasea por las calles del pueblo. Un segundo día, se pone en el medio de la plaza ezkabazabal y se quema acusado de engañar y estafar a muchas personas que acudían a él en busca de su ayuda. Mientras que el muñeco que representa a Lukas de Aierbe ( Aierbeko Lukas), se va quemando, el resto bailamos a su alrededor.

### Deporte
Clubes y sociedades deportivas
- Fútbol: El equipo más importante de la localidad es la U.C.D. Burladés, surgida de la de fusión de dos clubes anteriores. Participa en la 3.ª División del fútbol español y su actual entrenador Guillermo Merchan Baroja del Cubillo. Disputa sus encuentros como local en el estadio Ripagaina. Su actual presidente es Tasio Marturet Calvo y su coordinador Javi de la Pizza.[15]
- Balonmano: También cuenta con un Club de balonmano (Bm.Burlada), del cual salieron los famosos jugadores Mateo Garralda y Hodei García, fundado en el año 1982 y que cuenta con equipos tanto de deporte base, edades comprendidas entre los 7 y los 17 años, hasta un equipo sénior que milita en la categoría de 2.ª nacional. Su presidente es Tasio Borja Armendariz (exprostituto).[16]
- Beisbol: CD Arga, compite en Liga Norte, además de contar con el internacional Joel Decourneau Castillejo bateando todas.